# House Gospel Choir
House Gospel Choir je anglický sbor sídlící v Londýně. Jeho vůdčí osobností je zpěvačka Natalie Maddix, která jej v roce 2014 založila. Poprvé vystupoval na festivalu Glastonbury téhož roku. Ve své vlastní tvorbě kombinuje gospelový sborový zpěv s prvky houseové hudby.
Během své existence doprovázel řadu hudebníků, mezi něž patří například Tom Jones, Jessie Ware a Gregory Porter. Při několika příležitostech spolupracoval s velšským hudebníkem a skladatelem Johnem Calem – při koncertech v Cardiffu (2016, 2022) a Londýně (2018). Dále jej sbor doprovázel při vystoupení na koncertu k poctě Davida Bowieho v londýnské Royal Albert Hall (2016).
Roku 2018 sbor začal pracovat na vlastním albu. To vyšlo v říjnu 2020 pod názvem Re//Choired a podíleli se na něm například Todd Terry a DJ Spen. Sbor vystupoval například v televizních pořadech Later… with Jools Holland a Top of the Pops.